# Первенство РСФСР по футболу среди сборных команд городов
Первенство РСФСР по футболу среди сборных команд городов — футбольные соревнования, нерегулярно проводившиеся в РСФСР среди команд и сборных городов с 1920 по 1934 год.

## История турнира
Дважды, в 1920 и 1922 годах, первенство РСФСР представляло собой главное футбольное соревнования в масштабах страны. После образования СССР, статус первенства РСФСР стал второстепенным по отношению к первенству СССР, зачастую являясь лишь отборочным турниром к нему (в 1934 году сильнейшие сборные Москвы и Ленинграда вообще проигнорировали первенство и победителем стала команда Воронежа). Всего было проведено 8 первенств.

## Результаты соревнований
Ниже приведена таблица с результатами финальных матчей и матчей за третье место в каждом чемпионате.
| Год  | Место проведения  | Финальная игра | Финальная игра | Финальная игра   | Проигравшие полуфиналисты | Проигравшие полуфиналисты | Проигравшие полуфиналисты | Проигравшие полуфиналисты | Голы  | Голы      |
| Год  | Место проведения  | Чемпион        | Счет           | Финалист         | Против чемпиона           | Против чемпиона           | Против финалиста          | Против финалиста          | Всего | В среднем |
| ---- | ----------------- | -------------- | -------------- | ---------------- | ------------------------- | ------------------------- | ------------------------- | ------------------------- | ----- | --------- |
| 1920 | Москва            | Москва         | 2:1            | МКС(Тверь)       | Самара                    | Самара                    | Марс(Ярославль)           | Марс(Ярославль)           | 28    | 5,60      |
| 1922 | Москва            | Москва         | 8:0            | Харьков          | Пермь                     | Пермь                     | Казань                    | Казань                    | 28    | 9,33      |
| 1924 | Ленинград, Москва | Ленинград      | 4:4, 1:0       | Москва           | Вятка(1)                  | Вятка(1)                  | Казань                    | Казань                    | 21    | 5,25      |
| 1927 | Москва            | Москва         | 15:0           | Западная область | Северо-Кавказский край    | +:-                       | +:-                       | Казахская АССР(2)         | 57    | 7,13      |
| 1928 | Москва            | Москва         | 5:3            | Ленинград        | Автономные республики     | 5:3                       | 5:3                       | Дальневосточный край      | 97    | 8,82      |
| 1931 |                   | Москва         | 4:3            | Ленинград        | Северо-Кавказский край    | Северо-Кавказский край    | Нижегородский край        | Нижегородский край        | 49    | 7,00      |
| 1932 |                   | Ленинград      | 3:2            | Москва           | Самара(3)                 | Самара(3)                 | Свердловск                | Свердловск                | 78    | 5,57      |
| 1934 | Иваново           | Воронеж        | 5:0            | Иваново          | Свердловск                | 2:1                       | 2:1                       | Челябинск                 | 42    | 4,67      |

### Призёры
| Команда                                 | Чемпион                          | Второе место   | Третье место(4) |
| --------------------------------------- | -------------------------------- | -------------- | --------------- |
| Москва                                  | 5 (1920, 1922, 1927, 1928, 1931) | 2 (1924, 1932) | -               |
| Ленинград                               | 2 (1924, 1932)                   | 2 (1928, 1931) | -               |
| Воронеж                                 | 1 (1934)                         | -              | -               |
| Тверь                                   | -                                | 1 (1920)       | -               |
| Харьков                                 | -                                | 1 (1922)       | -               |
| Западный район                          | -                                | 1 (1927)       | -               |
| Иваново                                 | -                                | 1 (1934)       | -               |
| Северо-Кавказский край                  | -                                | -              | 1 (1927)        |
| Свердловск                              | -                                | -              | 1 (1934)        |
| Сборная автономных республик и областей | -                                | -              | 1 (1928)        |